# TOI-3807
TOI-3807 — одиночная звезда в созвездии Большой Медведицы на расстоянии приблизительно 1384 световых лет (около 424 парсек) от Солнца. Видимая звёздная величина звезды — +11,86m. Возраст звезды оценивается как около 5,6 млрд лет.
Вокруг звезды обращается, как минимум, одна планета.

## Характеристики
TOI-3807 — жёлтый карлик спектрального класса G. Масса — около 1,181 солнечной, радиус — около 1,468 солнечного, светимость — около 2,091 солнечной. Эффективная температура — около 5886 К.

## Планетная система
В 2022 году группой астрономов проекта TESS у звезды обнаружена планета TOI-3807 b.